# Viterbo
Viterbo je mesto z okoli 70.000 prebivalci v Laciju in upravno središče istoimenske pokrajine v srednji Italiji ter sedež Univerze Tuscia (UNITUS). Mesto leži 70 km severno od Rima. 

## Ime in grb
Etruščansko ime mesta Surrena Surna je negotovo. Rimljani so mesto imenovali Castrum Herculis. Današnje ime, ki je bil prvič omenjeno v 8. stoletju kot Castrum Biterbi, verjetno izhaja iz latinske besede Vetus Urbs (staro mesto).
Grb Viterba kaže moder znak s palmo pred mejo, zlatega leva z zlato krono in zastavo s srebrnim križem na rdečem ozadju, na vrhu so štirje srebrni ključi. Drog za zastavo je kronan z dvoglavim orlom. Najstarejši del grba je lev Gvelfov. Standard z orlom je dobil v času Friderika Barbarosse. Palm je prišla od sosednjega mesta Ferentium. Prapor je Viterbu dal Klemen III. v zahvalo za osvoboditev dveh kardinalov iz ujetništva v Aldobrandiniju.

## Geografija
Viterbo se nahaja 77 km severno od Rima in 211 km jugovzhodno od Firenc. Leži v južnih toskanskih hribih ob vznožju gore Cimini med jezerom Bolsena in Vico. Občina se razteza od višine 86 m do 896 m nad morjem. 
Občina se nahaja na potresnem območju tretje stopnje (nekoliko ogrožena).
Viterbo sestavljajo okrožja: Bagnaia, Fastello, Grotte Santo Stefano, La Quercia, Magugnano, Montecalvello, Monterazzano, Ponte di Cetti, Roccalvecce, Sant'Angelo, San Martino al Cimino, Tobia in Vallebona. 
Sosednje občine so: Bagnoregio, Bomarzo, Canepina, Caprarola, Celleno, Civitella d'Agliano, Graffignano, Marta, Monte Romano, Montefiascone, Ronciglione, Soriano nel Cimino, Tuscania, Vetralla in Vitorchiano.

## Zgodovina
Etruščanski ostanki zidov na območju stolnice dokazujejo pred rimski obstoj. Leta 310 so ga zavzeli Rimljani in je, zaradi svoje lege ob Via Cassia, dobil na pomenu. 
Leta 773 je Desiderij zgradil iz vasi trdnjavo proti Langobardom. Leta 852 je bil Castrum Viterbii omenjen kot del papeške države. Leta 1092 je bilo zgrajeno prvo mestno obzidje, ki je bila v letih 1187, 1215 in 1268 razširjeno. Leta 1167 je postal Viterbo pod Frederickom Barbarosso, pravo mesto. Ob osvojitvi in uničenju tekmeca Ferentiuma leta 1172, se je Viterbo razširil kot svobodna državica. 
V mestu se je odvijalo več koncilov in na trenutke je bilo tudi papeževa rezidenca. Zato se imenuje tudi »Mesto papežev«. Med letoma 1257-1281 je v Viterbu skoraj neprekinjeno prebivalo kar osem papežev. Državica je zgradila palačo kot sedež papežev, danes je to škofovska palača. 
Ob vrnitvi papežev v Rim je Viterbo začel nazadovati in je bil le del papeške države. Leta 1871 je Viterbo postal del Kraljevine Italije, leta 1927 pa glavno mesto istoimenske province.
V Viterbu so potekale najdaljše konklave. Leta 1268, po smrti papeža Klementa IV. je konklava potekala od 30. novembra 1268 do 1. septembra 1271 ali skupno 1005 dni. Število kardinalov je bilo sprva 20, na koncu pa le 16, ker so štirje kardinali medtem umrli. Po nasvetu Bonaventura so kardinale zaprli ob kruhu in vodi, dokler ni bil izbran nov papež, kar se je zgodilo 1. septembra 1271. Sveti Sinner, Tebaldo Visconti, Italijan iz Piacenze, niti duhovnik, je bil v tistem času na romanju v Sveto deželo (Acre). Visconti, kasneje arhiđakon Liega, je 10. februarja 1272 ostal v Viterbu, bil posvečen 19. marca 1272 v duhovnika in škofa in kronan na 27. marca 1272 v Rimu, kot papež Gregor X..

## Zanimivosti
Zgodovinsko mesto Viterbo velja za eno izmed najbolje ohranjenih srednjeveških mest osrednje Italije. Castrum Viterbi je bil prvič omenjen že konec 7. stoletja. Mesto je leta 1192 postalo sedež škofije. Izstopajo romanske cerkve (11. stoletje), številne palače iz obdobja srednjega veka kot npr. B. Palazzo dei Papi (13. stoletje) na Piazza S. Lorenzo in Palazzo dei Priori (začetek 13. stoletja) na Piazza del Plebiscito, Loggia (1267), Palazzo degli Alessandri (13. stoletje), palača Poscia (14. stoletje),  Fonte Maggiore (Fontana Grande, 1279) in mestna hiša, ki je bila dovršena v 16. stoletju. V sedanji obliki od leta  1771 so tudi Palazzo Comunale (1460), Palazzo del Podestà (1264) in Palazzo della Prefettura. Ohranjeni so tudi deli mestnega obzidja (13.-14. stoletje). Mesto ima bogat muzej (Museo civico).
Romanska stolnica sv. Lovrenca je bila zgrajena nad Herkulovim templjem. Stolnica je bila zgrajena v romanskem slogu v 12. stoletju, na terenu, kjer je bila pred tem že manjša cerkev iz osmega stoletja, posvečena sv. Lovrencu, ta pa na ruševinah poganskega templja posvečenega Herkulu. Datum na fasadi je 1570, ko je bila prezidana v renesančnem slogu in dana na razpolago škofu in kardinalu Giovanniju Francescu Gàmbari. Leta 1944 je bila močno poškodovana v zavezniškem bombardiranju med drugo svetovno vojno. Gotski zvonik je iz 14. stoletja in kaže vplive umetnikov iz Siene. Notranjost je triladijska. V apsidi v levi stranski ladji je grobnica papeža Janeza XXI. († 1277) in je v bližini dragocene slike Madonna della Carbonara iz 12. stoletja, ki je narejena v slogu bizantinske umetnosti.
Najbolj znana je zagotovo Papeška palača, zgrajena med letoma 1255 in 1266 na hribu San Lorenzo, za zaščito papeža, s slavno ložo, zgrajeno s sedmimi loki na vitkem paru stebrov, ki se križajo tako, da tvorijo elegantne entablature. V Veliki dvorani se je odvijala konklava za izvolitev papeža Gregorja X.
Frančiškanska cerkev San Francesco ima znamenite grobnice papeža Klemena IV. in Hadrijana V.. V sv Lovrencu je pokopan papež Janez XXI., vendar grob ni tako pomemben. 
Etruščanska nekropola v Castel d'Asso je zahodno od mesta, ruševine Ferentium pa 9 km severno od mesta. Nekropola iz Norchia leži približno 15 km jugo-zahodno.
V Viterbu je od leta 1979 sedež univerze Tuscia (Università degli Studi della Tuscia-UNITUS).  
Mesto hrani italijanske zlate rezerve. Poleg tega se nahaja v Viterbu več vojaških objektov, vključno z glavno bazo italijanske vojske in vojaške šole za kandidate za Air Force. 
Vojaško letališče Viterbo ima tudi civilni del in je tako poleg Fiumicina in Ciampina tretje trgovsko letališče v italijanski prestolnici Rim. Rim-Viterbo na bi prevzel od Ciampina tudi velik del nizkocenovnega prometa.

## Partnerska mesta
- ZDA Springfield, (Massachusetts)
- Brazilija Santa Rosa de Viterbo, São Paulo
- Italija Gubbio, Umbrija
- Italija Palmi Kalabrija
- Italija Nola, Kampanija
- Italija Sassari, Sardinija
- Italija Campobasso, Molize

## Vir
1. ↑  Homepage von Viterbo zum Ursprung der Stadt Arhivirano 2011-11-28 na Wayback Machine.
2. ↑  Italienischer Zivilschutz Arhivirano 2010-11-14 na Wayback Machine.
3. ↑  Homepage von Viterbo zur Geschichte der Stadt Arhivirano 2012-02-24 na Wayback Machine.

- Opća enciklopedija JLZ, Zagreb 1982, VIII, 541